# Angelika Noack
Angelika Noack   (Angermünde, 20 d'octubre de 1952) és una ex-remadora alemanya que va competir sota bandera de la República Democràtica Alemanya durant les dècades de 1970 i 1980.
El 1976 va prendre part en els Jocs Olímpics de Mont-real, on, fent parella amb Sabine Dähne, guanyà la medalla de plata en la competició del dos sense timoner del programa de rem. Quatre anys més tard, als Jocs de Moscou, guanyà la medalla d'or en la competició del quatre amb timoner del programa de rem. Formà equip amb Silvia Fröhlich, Ramona Kapheim, Romy Saalfeld i Kirsten Wenzel. En el seu palmarès també destaquen quatre medalles d'or, una de plata i una de bronze al Campionat del món de rem i dues de plata i una de bronze al Campionat d'Europa de rem.